# Plazmatka
Plazmatka je bela krvnička, ki nastane iz limfocita B in proizvaja velike količine protiteles. Ima ekscentrično jedro in je močno bazofilna. Plazmatke se prenašajo po krvi in limfi. Kot vse krvne celice tudi plazmatke izvirajo iz kostnega mozga; limfociti B zapustijo kostni mozeg in se šele kasneje, predvsem v bezgavkah, pretvorijo v plazmatke.

## Razvoj
Ko limfociti B zapustijo kostni mozeg, imajo vlogo antigen predstavitvenih celic – antigene požirajo s pomočjo receptorsko posredovane endocitoze in jih predelajo. Dele patogenov, imenovane antigenski peptidi, celice nato izrazijo na površini (vezane na MHC II) ter jih predstavijo celicam pomagalkam (limfociti T CD4+). Celice pomagalke se vežejo na kompleks MHC II/antigen in povzročijo aktivacijo limfocita B.
Po stimulaciji s pomočjo limfocita B, do katere običajno pride v kličnih središčih sekundarnih limfnih organov, kot so vranica in bezgavke, se začnejo limfociti B diferencirati v bolj specializirane celice. Pretvorijo se lahko bodisi v spominske celice bodisi v plazmatke. Mehanizem, kako se limfocit pretvori v eno od teh celic, ni povsem pojasnjen. Večina limfocitov B se pretvori v plazmoblaste in nadalje v plazmatke, ki proizvajajo velike količine protiteles.
Plazmoblast je prva, najbolj nezrela oblika plazmatke. Proizvaja več protiteles kot limfocit B, a manj od plazmatke. Se hitro deli in je še vedno sposoben fagocitoze antigenov in njihove predstavitve limfocitom T. Celica lahko obstane na tej stopnji več dni, nato pa ali odmre ali pa se pretvori v zrelo, povsem diferencirano plazmatko.